# El Círculo del Crepúsculo
El Círculo del Crepúsculo es el primer libro de la serie homónima, escrito por el autor alemán Ralf Isau en 1999 que relata la vida de David Camden, quien dispone de diversos poderes y está destinado a vivir un siglo para combatir el plan de dominación mundial de la organización secreta El Círculo del Crepúsculo.